# Liste der Gemeinden in der Provinz Zamora
Die spanische Provinz Zamora hat 248 Gemeinden (Stand 1. Januar 2019).

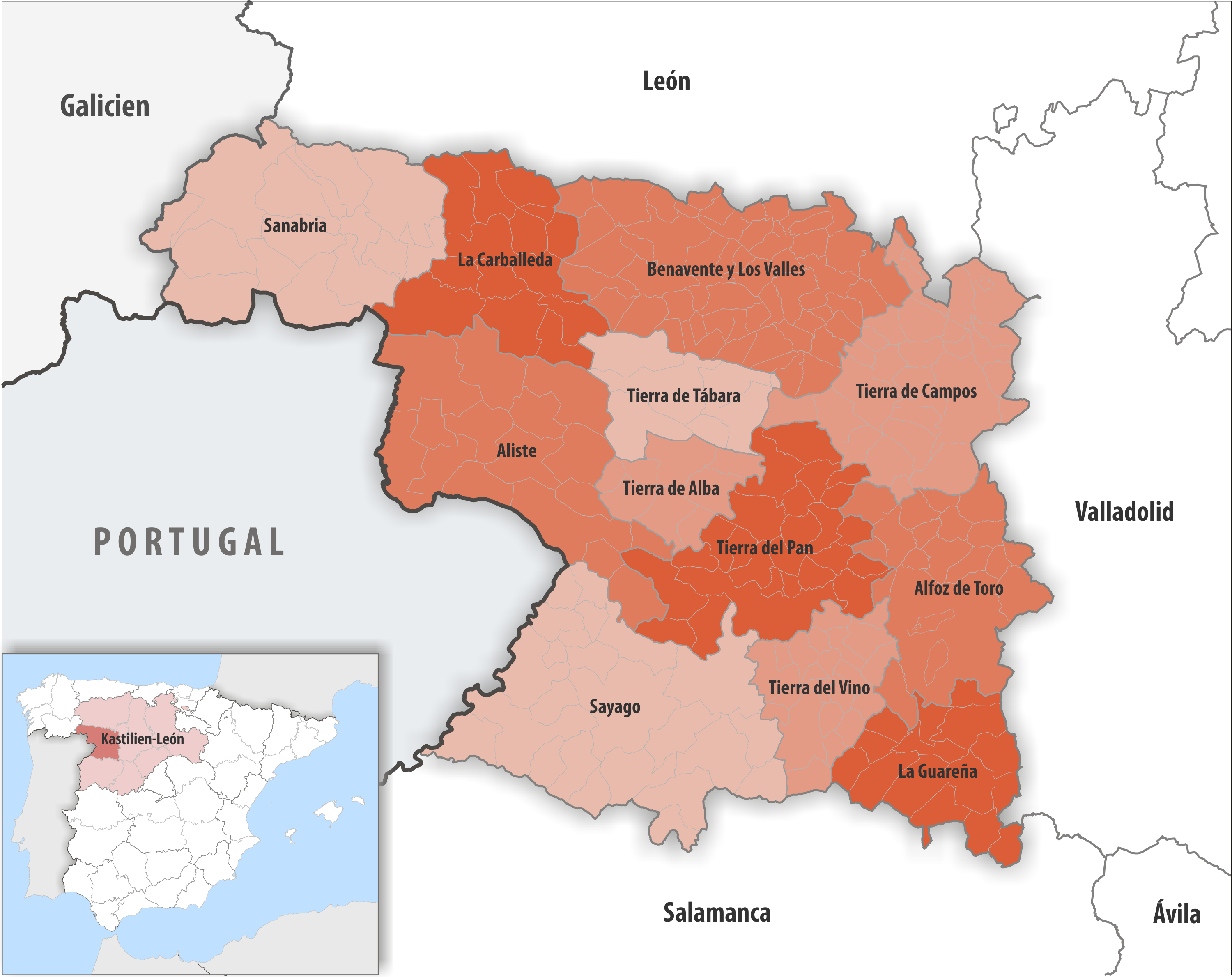
Comarcas in der Provinz Zamora

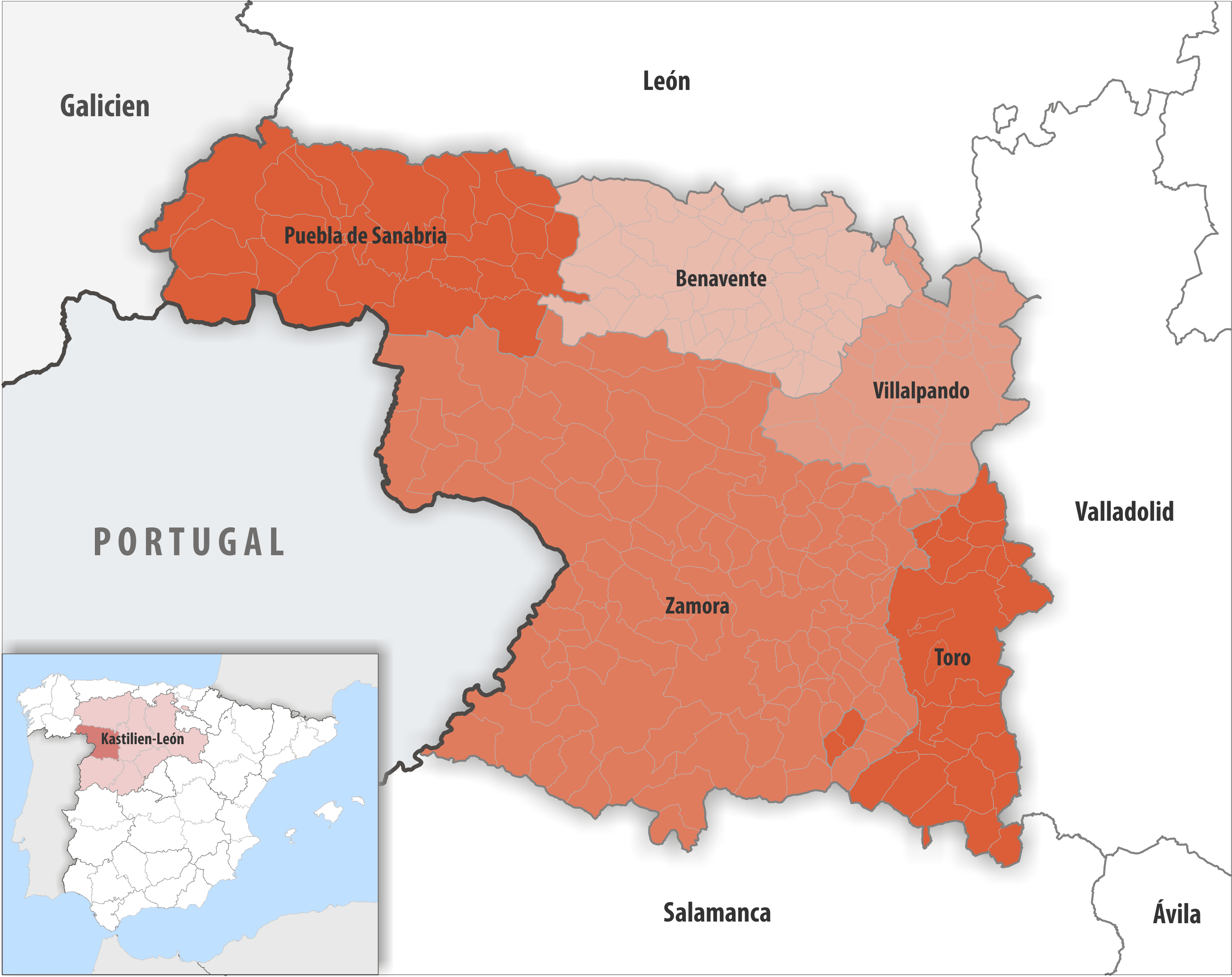
Gerichtsbezirke in der Provinz Zamora

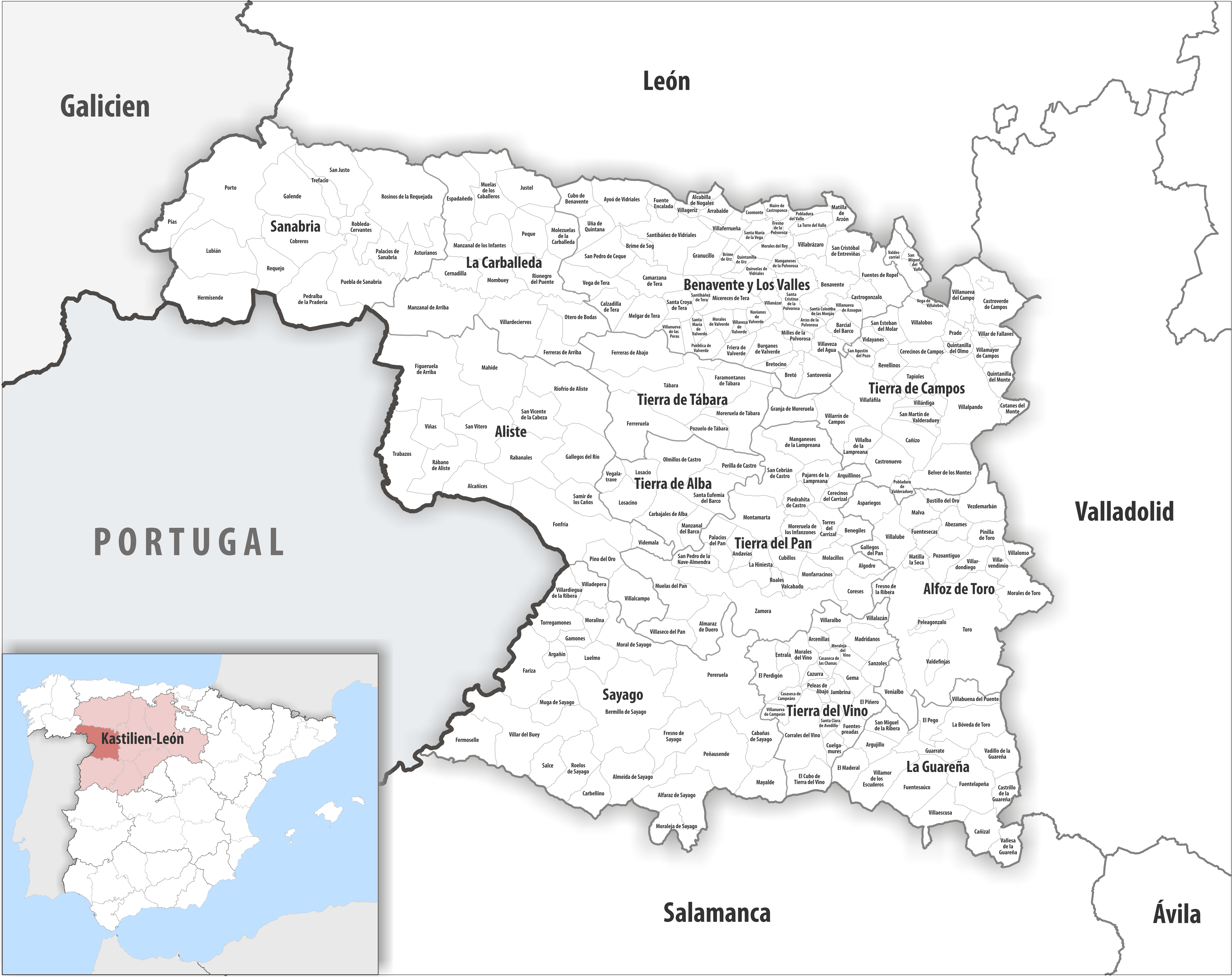
Gemeinden und Comarcas in der Provinz Zamora

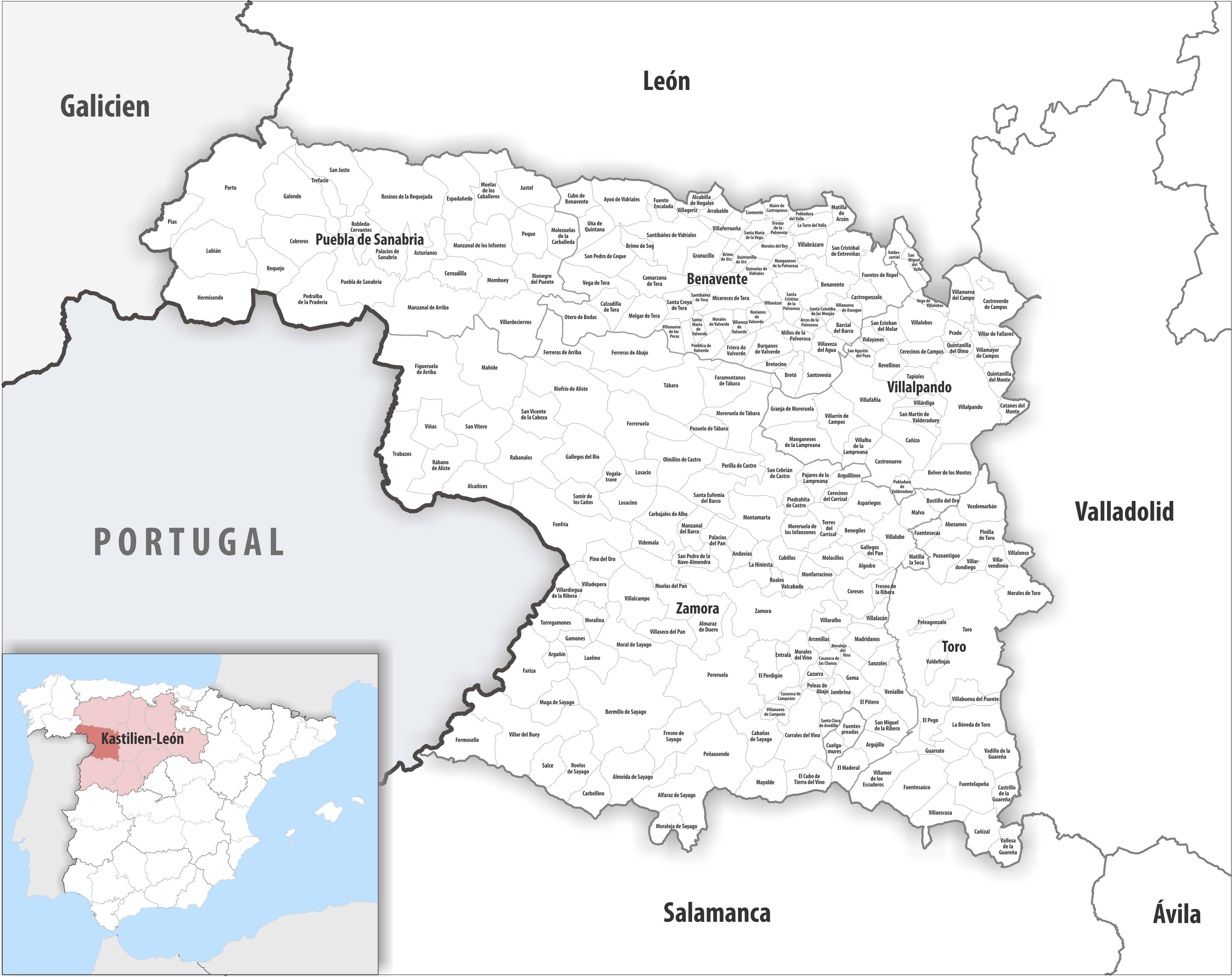
Gemeinden und Gerichtsbezirke in der Provinz Zamora

| Wappen | Gemeinden                      | Einwohner (2024) | Fläche km² | Dichte Einw./km² | Cod INE | Comarca                | Gerichtsbezirk     |
| ------ | ------------------------------ | ---------------- | ---------- | ---------------- | ------- | ---------------------- | ------------------ |
|        | Abezames                       | 60               | 23,26      | 3                | 49002   | Alfoz de Toro          | Toro               |
|        | Alcañices                      | 1.061            | 54,76      | 19               | 49003   | Aliste                 | Zamora             |
|        | Alcubilla de Nogales           | 108              | 13,67      | 8                | 49004   | Benavente y Los Valles | Benavente          |
|        | Alfaraz de Sayago              | 124              | 73,02      | 2                | 49005   | Sayago                 | Zamora             |
|        | Algodre                        | 135              | 18,18      | 7                | 49006   | Tierra del Pan         | Zamora             |
|        | Almaraz de Duero               | 397              | 45,61      | 9                | 49007   | Tierra del Pan         | Zamora             |
|        | Almeida de Sayago              | 422              | 76,37      | 6                | 49008   | Sayago                 | Zamora             |
|        | Andavías                       | 420              | 23,14      | 18               | 49009   | Tierra del Pan         | Zamora             |
|        | Arcenillas                     | 448              | 12,08      | 37               | 49010   | Tierra del Vino        | Zamora             |
|        | Arcos de la Polvorosa          | 216              | 12,24      | 18               | 49011   | Benavente y Los Valles | Benavente          |
|        | Argañín                        | 80               | 12,64      | 6                | 49012   | Sayago                 | Zamora             |
|        | Argujillo                      | 218              | 23,09      | 9                | 49013   | La Guareña             | Zamora             |
|        | Arquillinos                    | 113              | 17,64      | 6                | 49014   | Tierra del Pan         | Zamora             |
|        | Arrabalde                      | 194              | 15,77      | 12               | 49015   | Benavente y Los Valles | Benavente          |
|        | Aspariegos                     | 225              | 42,16      | 5                | 49016   | Alfoz de Toro          | Zamora             |
|        | Asturianos                     | 260              | 42,60      | 6                | 49017   | Sanabria               | Puebla de Sanabria |
|        | Ayoó de Vidriales              | 274              | 59,97      | 5                | 49018   | Benavente y Los Valles | Benavente          |
|        | Barcial del Barco              | 253              | 19,01      | 13               | 49019   | Benavente y Los Valles | Benavente          |
|        | Belver de los Montes           | 253              | 68,55      | 4                | 49020   | Tierra de Campos       | Villalpando        |
|        | Benavente                      | 17.246           | 45,12      | 382              | 49021   | Benavente y Los Valles | Benavente          |
|        | Benegiles                      | 268              | 23,33      | 11               | 49022   | Tierra del Pan         | Zamora             |
|        | Bermillo de Sayago             | 1.026            | 189,55     | 5                | 49023   | Sayago                 | Zamora             |
|        | La Bóveda de Toro              | 676              | 59,45      | 11               | 49024   | La Guareña             | Toro               |
|        | Bretó                          | 166              | 21,69      | 8                | 49025   | Benavente y Los Valles | Benavente          |
|        | Bretocino                      | 195              | 12,94      | 15               | 49026   | Benavente y Los Valles | Benavente          |
|        | Brime de Sog                   | 116              | 17,93      | 6                | 49027   | Benavente y Los Valles | Benavente          |
|        | Brime de Urz                   | 99               | 14,88      | 7                | 49028   | Benavente y Los Valles | Benavente          |
|        | Burganes de Valverde           | 618              | 33,03      | 19               | 49029   | Benavente y Los Valles | Benavente          |
|        | Bustillo del Oro               | 79               | 15,36      | 5                | 49030   | Alfoz de Toro          | Zamora             |
|        | Cabañas de Sayago              | 151              | 49,77      | 3                | 49031   | Sayago                 | Zamora             |
|        | Calzadilla de Tera             | 287              | 27,23      | 11               | 49032   | Benavente y Los Valles | Benavente          |
|        | Camarzana de Tera              | 746              | 47,62      | 16               | 49033   | Benavente y Los Valles | Benavente          |
|        | Cañizal                        | 421              | 35,29      | 12               | 49034   | La Guareña             | Toro               |
|        | Cañizo                         | 201              | 41,85      | 5                | 49035   | Tierra de Campos       | Villalpando        |
|        | Carbajales de Alba             | 466              | 53,69      | 9                | 49036   | Tierra de Alba         | Zamora             |
|        | Carbellino                     | 182              | 32,79      | 6                | 49037   | Sayago                 | Zamora             |
|        | Casaseca de Campeán            | 86               | 12,24      | 7                | 49038   | Tierra del Vino        | Zamora             |
|        | Casaseca de las Chanas         | 373              | 12,56      | 30               | 49039   | Tierra del Vino        | Zamora             |
|        | Castrillo de la Guareña        | 118              | 21,91      | 5                | 49040   | La Guareña             | Toro               |
|        | Castrogonzalo                  | 430              | 25,03      | 17               | 49041   | Benavente y Los Valles | Benavente          |
|        | Castronuevo                    | 218              | 48,09      | 5                | 49042   | Tierra de Campos       | Villalpando        |
|        | Castroverde de Campos          | 256              | 64,40      | 4                | 49043   | Tierra de Campos       | Villalpando        |
|        | Cazurra                        | 74               | 8,39       | 9                | 49044   | Tierra del Vino        | Zamora             |
|        | Cerecinos de Campos            | 234              | 28,58      | 8                | 49046   | Tierra de Campos       | Villalpando        |
|        | Cerecinos del Carrizal         | 108              | 17,24      | 6                | 49047   | Tierra del Pan         | Zamora             |
|        | Cernadilla                     | 110              | 36,12      | 3                | 49048   | La Carballeda          | Puebla de Sanabria |
|        | Cobreros                       | 545              | 77,70      | 7                | 49050   | Sanabria               | Puebla de Sanabria |
|        | Coomonte                       | 179              | 10,25      | 17               | 49052   | Benavente y Los Valles | Benavente          |
|        | Coreses                        | 1.037            | 43,16      | 24               | 49053   | Tierra del Pan         | Zamora             |
|        | Corrales del Vino              | 929              | 75,61      | 12               | 49054   | Tierra del Vino        | Zamora             |
|        | Cotanes del Monte              | 82               | 14,83      | 6                | 49055   | Tierra de Campos       | Villalpando        |
|        | Cubillos                       | 295              | 24,70      | 12               | 49056   | Tierra del Pan         | Zamora             |
|        | Cubo de Benavente              | 117              | 31,29      | 4                | 49057   | Benavente y Los Valles | Benavente          |
|        | El Cubo de Tierra del Vino     | 298              | 34,31      | 9                | 49058   | Tierra del Vino        | Zamora             |
|        | Cuelgamures                    | 80               | 14,67      | 5                | 49059   | Tierra del Vino        | Toro               |
|        | Entrala                        | 127              | 10,00      | 13               | 49061   | Tierra del Vino        | Zamora             |
|        | Espadañedo                     | 104              | 77,35      | 1                | 49062   | La Carballeda          | Puebla de Sanabria |
|        | Faramontanos de Tábara         | 340              | 54,39      | 6                | 49063   | Tierra de Tábara       | Zamora             |
|        | Fariza                         | 496              | 90,40      | 5                | 49064   | Sayago                 | Zamora             |
|        | Fermoselle                     | 1.149            | 68,13      | 17               | 49065   | Sayago                 | Zamora             |
|        | Ferreras de Abajo              | 451              | 88,15      | 5                | 49066   | Tierra de Tábara       | Zamora             |
|        | Ferreras de Arriba             | 358              | 47,99      | 7                | 49067   | La Carballeda          | Zamora             |
|        | Ferreruela                     | 419              | 94,27      | 4                | 49068   | Tierra de Tábara       | Zamora             |
|        | Figueruela de Arriba           | 318              | 152,96     | 2                | 49069   | Aliste                 | Zamora             |
|        | Fonfría                        | 763              | 132,23     | 6                | 49071   | Aliste                 | Zamora             |
|        | Fresno de la Polvorosa         | 114              | 4,07       | 28               | 49075   | Benavente y Los Valles | Benavente          |
|        | Fresno de la Ribera            | 342              | 13,13      | 26               | 49076   | Alfoz de Toro          | Zamora             |
|        | Fresno de Sayago               | 143              | 64,51      | 2                | 49077   | Sayago                 | Zamora             |
|        | Friera de Valverde             | 127              | 19,93      | 6                | 49078   | Benavente y Los Valles | Benavente          |
|        | Fuente Encalada                | 89               | 21,00      | 4                | 49079   | Benavente y Los Valles | Benavente          |
|        | Fuentelapeña                   | 599              | 58,19      | 10               | 49080   | La Guareña             | Toro               |
|        | Fuentesaúco                    | 1.606            | 67,85      | 24               | 49081   | La Guareña             | Toro               |
|        | Fuentes de Ropel               | 361              | 48,73      | 7                | 49082   | Benavente y Los Valles | Benavente          |
|        | Fuentesecas                    | 44               | 14,61      | 3                | 49083   | Alfoz de Toro          | Toro               |
|        | Fuentespreadas                 | 290              | 20,07      | 14               | 49084   | Tierra del Vino        | Toro               |
|        | Galende                        | 1.024            | 90,26      | 11               | 49085   | Sanabria               | Puebla de Sanabria |
|        | Gallegos del Pan               | 116              | 15,66      | 7                | 49086   | Alfoz de Toro          | Zamora             |
|        | Gallegos del Río               | 467              | 77,79      | 6                | 49087   | Aliste                 | Zamora             |
|        | Gamones                        | 92               | 13,49      | 7                | 49088   | Sayago                 | Zamora             |
|        | Gema                           | 197              | 17,85      | 11               | 49090   | Tierra del Vino        | Zamora             |
|        | Granja de Moreruela            | 250              | 41,27      | 6                | 49091   | Tierra de Campos       | Villalpando        |
|        | Granucillo                     | 104              | 32,48      | 3                | 49092   | Benavente y Los Valles | Benavente          |
|        | Guarrate                       | 314              | 31,60      | 10               | 49093   | La Guareña             | Toro               |
|        | Hermisende                     | 216              | 108,75     | 2                | 49094   | Sanabria               | Puebla de Sanabria |
|        | La Hiniesta                    | 307              | 33,15      | 9                | 49095   | Tierra del Pan         | Zamora             |
|        | Jambrina                       | 149              | 16,64      | 9                | 49096   | Tierra del Vino        | Zamora             |
|        | Justel                         | 78               | 50,90      | 2                | 49097   | La Carballeda          | Puebla de Sanabria |
|        | Losacino                       | 187              | 44,23      | 4                | 49098   | Tierra de Alba         | Zamora             |
|        | Losacio                        | 89               | 21,67      | 4                | 49099   | Tierra de Alba         | Zamora             |
|        | Lubián                         | 290              | 94,39      | 3                | 49100   | Sanabria               | Puebla de Sanabria |
|        | Luelmo                         | 149              | 36,34      | 4                | 49101   | Sayago                 | Zamora             |
|        | El Maderal                     | 169              | 29,71      | 6                | 49102   | La Guareña             | Zamora             |
|        | Madridanos                     | 453              | 32,10      | 14               | 49103   | Tierra del Vino        | Zamora             |
|        | Mahíde                         | 310              | 108,87     | 3                | 49104   | Aliste                 | Zamora             |
|        | Maire de Castroponce           | 140              | 14,43      | 10               | 49105   | Benavente y Los Valles | Benavente          |
|        | Malva                          | 100              | 27,33      | 4                | 49107   | Alfoz de Toro          | Zamora             |
|        | Manganeses de la Lampreana     | 439              | 60,02      | 7                | 49108   | Tierra del Pan         | Villalpando        |
|        | Manganeses de la Polvorosa     | 641              | 16,37      | 39               | 49109   | Benavente y Los Valles | Benavente          |
|        | Manzanal de Arriba             | 350              | 130,16     | 3                | 49110   | La Carballeda          | Puebla de Sanabria |
|        | Manzanal del Barco             | 128              | 26,40      | 5                | 49111   | Tierra de Alba         | Zamora             |
|        | Manzanal de los Infantes       | 135              | 64,54      | 2                | 49112   | La Carballeda          | Puebla de Sanabria |
|        | Matilla de Arzón               | 157              | 30,25      | 5                | 49113   | Benavente y Los Valles | Benavente          |
|        | Matilla la Seca                | 36               | 12,13      | 3                | 49114   | Alfoz de Toro          | Zamora             |
|        | Mayalde                        | 152              | 43,71      | 3                | 49115   | Sayago                 | Zamora             |
|        | Melgar de Tera                 | 351              | 40,91      | 9                | 49116   | Benavente y Los Valles | Benavente          |
|        | Micereces de Tera              | 414              | 34,04      | 12               | 49117   | Benavente y Los Valles | Benavente          |
|        | Milles de la Polvorosa         | 199              | 18,12      | 11               | 49118   | Benavente y Los Valles | Benavente          |
|        | Molacillos                     | 233              | 23,68      | 10               | 49119   | Tierra del Pan         | Zamora             |
|        | Molezuelas de la Carballeda    | 46               | 34,56      | 1                | 49120   | La Carballeda          | Puebla de Sanabria |
|        | Mombuey                        | 386              | 39,11      | 10               | 49121   | La Carballeda          | Puebla de Sanabria |
|        | Monfarracinos                  | 995              | 22,02      | 45               | 49122   | Tierra del Pan         | Zamora             |
|        | Montamarta                     | 543              | 56,81      | 10               | 49123   | Tierra del Pan         | Zamora             |
|        | Moral de Sayago                | 262              | 67,04      | 4                | 49124   | Sayago                 | Zamora             |
|        | Moraleja de Sayago             | 299              | 33,70      | 9                | 49126   | Sayago                 | Zamora             |
|        | Moraleja del Vino              | 1.806            | 19,49      | 93               | 49125   | Tierra del Vino        | Zamora             |
|        | Morales del Rey                | 517              | 20,14      | 26               | 49128   | Benavente y Los Valles | Benavente          |
|        | Morales de Toro                | 919              | 53,45      | 17               | 49129   | Alfoz de Toro          | Toro               |
|        | Morales de Valverde            | 150              | 18,01      | 8                | 49130   | Benavente y Los Valles | Benavente          |
|        | Morales del Vino               | 3.085            | 23,68      | 130              | 49127   | Tierra del Vino        | Zamora             |
|        | Moralina                       | 219              | 20,90      | 10               | 49131   | Sayago                 | Zamora             |
|        | Moreruela de los Infanzones    | 324              | 31,26      | 10               | 49132   | Tierra del Pan         | Zamora             |
|        | Moreruela de Tábara            | 288              | 68,15      | 4                | 49133   | Tierra de Tábara       | Zamora             |
|        | Muelas de los Caballeros       | 188              | 71,58      | 3                | 49134   | La Carballeda          | Puebla de Sanabria |
|        | Muelas del Pan                 | 616              | 72,61      | 8                | 49135   | Tierra del Pan         | Zamora             |
|        | Muga de Sayago                 | 317              | 36,42      | 9                | 49136   | Sayago                 | Zamora             |
|        | Navianos de Valverde           | 163              | 14,12      | 12               | 49137   | Benavente y Los Valles | Benavente          |
|        | Olmillos de Castro             | 193              | 71,39      | 3                | 49138   | Tierra de Alba         | Zamora             |
|        | Otero de Bodas                 | 166              | 49,94      | 3                | 49139   | La Carballeda          | Benavente          |
|        | Pajares de la Lampreana        | 280              | 27,99      | 10               | 49141   | Tierra del Pan         | Zamora             |
|        | Palacios del Pan               | 240              | 31,75      | 8                | 49142   | Tierra del Pan         | Zamora             |
|        | Palacios de Sanabria           | 230              | 37,01      | 6                | 49143   | Sanabria               | Puebla de Sanabria |
|        | Pedralba de la Pradería        | 195              | 105,11     | 2                | 49145   | Sanabria               | Puebla de Sanabria |
|        | El Pego                        | 284              | 26,81      | 11               | 49146   | La Guareña             | Toro               |
|        | Peleagonzalo                   | 294              | 13,29      | 22               | 49147   | Alfoz de Toro          | Toro               |
|        | Peleas de Abajo                | 255              | 12,01      | 21               | 49148   | Tierra del Vino        | Zamora             |
|        | Peñausende                     | 375              | 95,02      | 4                | 49149   | Sayago                 | Zamora             |
|        | Peque                          | 122              | 38,88      | 3                | 49150   | La Carballeda          | Puebla de Sanabria |
|        | El Perdigón                    | 650              | 51,22      | 13               | 49151   | Tierra del Vino        | Zamora             |
|        | Pereruela                      | 496              | 160,69     | 3                | 49152   | Sayago                 | Zamora             |
|        | Perilla de Castro              | 148              | 33,03      | 4                | 49153   | Tierra de Alba         | Zamora             |
|        | Pías                           | 94               | 43,91      | 2                | 49154   | Sanabria               | Puebla de Sanabria |
|        | Piedrahíta de Castro           | 106              | 20,97      | 5                | 49155   | Tierra del Pan         | Zamora             |
|        | Pinilla de Toro                | 184              | 24,36      | 8                | 49156   | Alfoz de Toro          | Toro               |
|        | Pino del Oro                   | 175              | 29,57      | 6                | 49157   | Aliste                 | Zamora             |
|        | El Piñero                      | 215              | 19,71      | 11               | 49158   | Tierra del Vino        | Zamora             |
|        | Pobladura de Valderaduey       | 35               | 12,56      | 3                | 49160   | Tierra de Campos       | Villalpando        |
|        | Pobladura del Valle            | 273              | 14,15      | 19               | 49159   | Benavente y Los Valles | Benavente          |
|        | Porto                          | 156              | 200,82     | 1                | 49162   | Sanabria               | Puebla de Sanabria |
|        | Pozoantiguo                    | 190              | 37,32      | 5                | 49163   | Alfoz de Toro          | Toro               |
|        | Pozuelo de Tábara              | 145              | 25,39      | 6                | 49164   | Tierra de Tábara       | Zamora             |
|        | Prado                          | 53               | 10,90      | 5                | 49165   | Tierra de Campos       | Villalpando        |
|        | Puebla de Sanabria             | 1.366            | 81,39      | 17               | 49166   | Sanabria               | Puebla de Sanabria |
|        | Pueblica de Valverde           | 189              | 25,74      | 7                | 49167   | Benavente y Los Valles | Benavente          |
|        | Quintanilla de Urz             | 97               | 10,10      | 10               | 49170   | Benavente y Los Valles | Benavente          |
|        | Quintanilla del Monte          | 95               | 21,72      | 4                | 49168   | Tierra de Campos       | Villalpando        |
|        | Quintanilla del Olmo           | 45               | 12,71      | 4                | 49169   | Tierra de Campos       | Villalpando        |
|        | Quiruelas de Vidriales         | 635              | 27,99      | 23               | 49171   | Benavente y Los Valles | Benavente          |
|        | Rabanales                      | 488              | 80,04      | 6                | 49172   | Aliste                 | Zamora             |
|        | Rábano de Aliste               | 314              | 56,15      | 6                | 49173   | Aliste                 | Zamora             |
|        | Requejo                        | 111              | 46,10      | 2                | 49174   | Sanabria               | Puebla de Sanabria |
|        | Revellinos                     | 229              | 27,64      | 8                | 49175   | Tierra de Campos       | Villalpando        |
|        | Riofrío de Aliste              | 599              | 111,70     | 5                | 49176   | Aliste                 | Zamora             |
|        | Rionegro del Puente            | 234              | 53,44      | 4                | 49177   | La Carballeda          | Puebla de Sanabria |
|        | Roales                         | 1.022            | 10,78      | 95               | 49178   | Tierra del Pan         | Zamora             |
|        | Robleda-Cervantes              | 400              | 32,47      | 12               | 49179   | Sanabria               | Puebla de Sanabria |
|        | Roelos de Sayago               | 138              | 54,99      | 3                | 49180   | Sayago                 | Zamora             |
|        | Rosinos de la Requejada        | 305              | 154,78     | 2                | 49181   | Sanabria               | Puebla de Sanabria |
|        | Salce                          | 85               | 34,86      | 2                | 49183   | Sayago                 | Zamora             |
|        | Samir de los Caños             | 156              | 36,58      | 4                | 49184   | Aliste                 | Zamora             |
|        | San Agustín del Pozo           | 166              | 14,47      | 11               | 49185   | Tierra de Campos       | Villalpando        |
|        | San Cebrián de Castro          | 249              | 66,15      | 4                | 49186   | Tierra del Pan         | Zamora             |
|        | San Cristóbal de Entreviñas    | 1.318            | 42,53      | 31               | 49187   | Benavente y Los Valles | Benavente          |
|        | San Esteban del Molar          | 109              | 25,03      | 4                | 49188   | Tierra de Campos       | Villalpando        |
|        | San Justo                      | 215              | 75,12      | 3                | 49189   | Sanabria               | Puebla de Sanabria |
|        | San Martín de Valderaduey      | 45               | 23,94      | 2                | 49190   | Tierra de Campos       | Villalpando        |
|        | San Miguel de la Ribera        | 252              | 26,25      | 10               | 49191   | La Guareña             | Zamora             |
|        | San Miguel del Valle           | 119              | 10,72      | 11               | 49192   | Tierra de Campos       | Villalpando        |
|        | San Pedro de Ceque             | 421              | 49,00      | 9                | 49193   | Benavente y Los Valles | Benavente          |
|        | San Pedro de la Nave-Almendra  | 322              | 22,71      | 14               | 49194   | Tierra del Pan         | Zamora             |
|        | San Vicente de la Cabeza       | 323              | 53,02      | 6                | 49208   | Aliste                 | Zamora             |
|        | San Vitero                     | 429              | 64,23      | 7                | 49209   | Aliste                 | Zamora             |
|        | Santa Clara de Avedillo        | 159              | 16,81      | 9                | 49197   | Tierra del Vino        | Zamora             |
|        | Santa Colomba de las Monjas    | 232              | 6,79       | 34               | 49199   | Benavente y Los Valles | Benavente          |
|        | Santa Cristina de la Polvorosa | 1.027            | 38,94      | 26               | 49200   | Benavente y Los Valles | Benavente          |
|        | Santa Croya de Tera            | 260              | 21,16      | 12               | 49201   | Benavente y Los Valles | Benavente          |
|        | Santa Eufemia del Barco        | 169              | 51,84      | 3                | 49202   | Tierra de Alba         | Zamora             |
|        | Santa María de la Vega         | 290              | 17,88      | 16               | 49203   | Benavente y Los Valles | Benavente          |
|        | Santa María de Valverde        | 51               | 9,75       | 5                | 49204   | Benavente y Los Valles | Benavente          |
|        | Santibáñez de Tera             | 358              | 18,98      | 19               | 49205   | Benavente y Los Valles | Benavente          |
|        | Santibáñez de Vidriales        | 844              | 75,88      | 11               | 49206   | Benavente y Los Valles | Benavente          |
|        | Santovenia                     | 227              | 32,86      | 7                | 49207   | Benavente y Los Valles | Benavente          |
|        | Sanzoles                       | 466              | 25,66      | 18               | 49210   | Tierra del Vino        | Zamora             |
|        | Tábara                         | 748              | 112,68     | 7                | 49214   | Tierra de Tábara       | Zamora             |
|        | Tapioles                       | 124              | 27,64      | 4                | 49216   | Tierra de Campos       | Villalpando        |
|        | Toro                           | 8.369            | 324,79     | 26               | 49219   | Alfoz de Toro          | Toro               |
|        | La Torre del Valle             | 125              | 16,47      | 8                | 49220   | Benavente y Los Valles | Benavente          |
|        | Torregamones                   | 226              | 37,07      | 6                | 49221   | Sayago                 | Zamora             |
|        | Torres del Carrizal            | 407              | 30,35      | 13               | 49222   | Tierra del Pan         | Zamora             |
|        | Trabazos                       | 838              | 93,15      | 9                | 49223   | Aliste                 | Zamora             |
|        | Trefacio                       | 165              | 25,48      | 6                | 49224   | Sanabria               | Puebla de Sanabria |
|        | Uña de Quintana                | 121              | 29,78      | 4                | 49225   | Benavente y Los Valles | Benavente          |
|        | Vadillo de la Guareña          | 243              | 44,16      | 6                | 49226   | La Guareña             | Toro               |
|        | Valcabado                      | 415              | 10,11      | 41               | 49227   | Tierra del Pan         | Zamora             |
|        | Valdefinjas                    | 59               | 16,30      | 4                | 49228   | Alfoz de Toro          | Toro               |
|        | Valdescorriel                  | 131              | 27,84      | 5                | 49229   | Tierra de Campos       | Villalpando        |
|        | Vallesa de la Guareña          | 68               | 28,01      | 2                | 49230   | La Guareña             | Toro               |
|        | Vega de Tera                   | 287              | 44,15      | 7                | 49231   | Benavente y Los Valles | Benavente          |
|        | Vega de Villalobos             | 91               | 10,18      | 9                | 49232   | Tierra de Campos       | Villalpando        |
|        | Vegalatrave                    | 79               | 18,55      | 4                | 49233   | Tierra de Alba         | Zamora             |
|        | Venialbo                       | 431              | 42,05      | 10               | 49234   | Alfoz de Toro          | Zamora             |
|        | Vezdemarbán                    | 439              | 47,89      | 9                | 49235   | Alfoz de Toro          | Toro               |
|        | Vidayanes                      | 76               | 12,49      | 6                | 49236   | Tierra de Campos       | Villalpando        |
|        | Videmala                       | 140              | 25,87      | 5                | 49237   | Aliste                 | Zamora             |
|        | Villabrázaro                   | 263              | 23,27      | 11               | 49238   | Benavente y Los Valles | Benavente          |
|        | Villabuena del Puente          | 586              | 26,07      | 22               | 49239   | La Guareña             | Toro               |
|        | Villadepera                    | 179              | 30,11      | 6                | 49240   | Sayago                 | Zamora             |
|        | Villaescusa                    | 237              | 43,09      | 6                | 49241   | La Guareña             | Toro               |
|        | Villafáfila                    | 440              | 74,00      | 6                | 49242   | Tierra de Campos       | Villalpando        |
|        | Villaferrueña                  | 106              | 20,53      | 5                | 49243   | Benavente y Los Valles | Benavente          |
|        | Villageriz                     | 64               | 7,18       | 9                | 49244   | Benavente y Los Valles | Benavente          |
|        | Villalazán                     | 248              | 15,04      | 16               | 49245   | Tierra del Vino        | Zamora             |
|        | Villalba de la Lampreana       | 212              | 28,22      | 8                | 49246   | Tierra de Campos       | Villalpando        |
|        | Villalcampo                    | 379              | 64,77      | 6                | 49247   | Aliste                 | Zamora             |
|        | Villalobos                     | 193              | 43,18      | 4                | 49248   | Tierra de Campos       | Villalpando        |
|        | Villalonso                     | 79               | 14,90      | 5                | 49249   | Alfoz de Toro          | Toro               |
|        | Villalpando                    | 1.399            | 126,92     | 11               | 49250   | Tierra de Campos       | Villalpando        |
|        | Villalube                      | 147              | 39,95      | 4                | 49251   | Alfoz de Toro          | Zamora             |
|        | Villamayor de Campos           | 339              | 26,32      | 13               | 49252   | Tierra de Campos       | Villalpando        |
|        | Villamor de los Escuderos      | 365              | 55,77      | 7                | 49255   | La Guareña             | Toro               |
|        | Villanázar                     | 249              | 18,29      | 14               | 49256   | Benavente y Los Valles | Benavente          |
|        | Villanueva de Azoague          | 381              | 19,19      | 20               | 49257   | Benavente y Los Valles | Benavente          |
|        | Villanueva de Campeán          | 117              | 12,04      | 10               | 49258   | Tierra del Vino        | Zamora             |
|        | Villanueva de las Peras        | 89               | 16,97      | 5                | 49259   | Benavente y Los Valles | Benavente          |
|        | Villanueva del Campo           | 761              | 40,09      | 19               | 49260   | Tierra de Campos       | Villalpando        |
|        | Villar de Fallaves             | 49               | 20,92      | 2                | 49263   | Tierra de Campos       | Villalpando        |
|        | Villar del Buey                | 514              | 134,23     | 4                | 49264   | Sayago                 | Zamora             |
|        | Villaralbo                     | 1.805            | 22,05      | 82               | 49261   | Tierra del Vino        | Zamora             |
|        | Villardeciervos                | 392              | 85,55      | 5                | 49262   | La Carballeda          | Puebla de Sanabria |
|        | Villardiegua de la Ribera      | 116              | 28,85      | 4                | 49265   | Sayago                 | Zamora             |
|        | Villárdiga                     | 62               | 16,92      | 4                | 49266   | Tierra de Campos       | Villalpando        |
|        | Villardondiego                 | 127              | 24,35      | 5                | 49267   | Alfoz de Toro          | Toro               |
|        | Villarrín de Campos            | 415              | 50,09      | 8                | 49268   | Tierra de Campos       | Villalpando        |
|        | Villaseco del Pan              | 207              | 34,56      | 6                | 49269   | Tierra del Pan         | Zamora             |
|        | Villavendimio                  | 156              | 15,62      | 10               | 49270   | Alfoz de Toro          | Toro               |
|        | Villaveza de Valverde          | 72               | 12,37      | 6                | 49272   | Benavente y Los Valles | Benavente          |
|        | Villaveza del Agua             | 163              | 26,32      | 6                | 49271   | Benavente y Los Valles | Benavente          |
|        | Viñas                          | 160              | 39,96      | 4                | 49273   | Aliste                 | Zamora             |
|        | Zamora                         | 59.506           | 149,28     | 399              | 49275   | Tierra del Pan         | Zamora             |
|        | Provinz Zamora                 | 165.832          | 10.561,29  | 16               | 49000   | –                      | –                  |

- Karte mit allen verlinkten Seiten:
- OSM |
- WikiMap